# Wendell Willkie
Wendell Lewis Willkie (Elwood, 18 febbraio 1892 – New York, 8 ottobre 1944) è stato un politico statunitense, membro del Partito Repubblicano.

## Biografia

### Primi anni, formazione e servizio nella prima guerra mondiale
Lewis Wendell Wilike nacque a Elwood il 18 febbraio 1892, quarto dei sei figli di Henrietta Trisch e di Herman Francis Wilkie, entrambi avvocati (sua madre fu una delle prime donne abilitate all'avvocatura in Indiana). Suo padre nacque in Germania, mentre sua madre in Indiana da genitori tedeschi. I Trisch si stabilirono inizialmente nel Territorio del Kansas, ma in quanto abolizionisti si trasferirono in Indiana dopo che lo schiavismo fu introdotto nel territorio nella metà degli anni '50 del XIX secolo.
Sebbene il suo primo nome fosse Lewis, Wilkie fu conosciuto dall'infanzia per il suo secondo nome, Wendell. Suo padre, emigrato dalla Prussia con i suoi genitori all'età di quattro anni, si impegnò intensamente in politica di stampo progressista, e nel 1896 portò i suoi figli a una fiaccolata per il candidato presidenziale del Partito Democratico William Jennings Bryan, in visita a Elwood durante la sua campagna elettorale. Bryan uscì sconfitto dalle elezioni, che sancirono vincitore l'ex governatore dell'Ohio William McKinley. Quando Bryan si ricandidò nel 1900, trascorse la notte nell'abitazione dei Wilkie, e il candidato presidente divenne il primo eroe politico del giovane.
All'età di 14 anni, mentre frequentava la Elwood High School, i suoi genitori si preoccuparono per la sua schiena leggermente incurvata e per la sua mancanza di disciplina, e decisero di spedirlo alla Culver Military Academy per un'estate nel tentativo di correggere entrambe le cose. Wilkie fu un ottimo studente alle superiori, ispirato dal suo professore di inglese; un suo compagno di classe disse che Philip "Pat" Bing «mise a posto il ragazzo. Iniziò a convincere Wendell a darsi da fare e lui si impegnò molto». Diversamente dai suoi fratelli, Wilkie non aveva particolari capacità atletiche; preferiva invece partecipare alla squadra di dibattito, ma fu più volte ripreso per aver discusso animatamente con gli insegnanti. L'ultimo anno delle superiori fu presidente di classe e della più importante confraternita dell'istituto, ma si dimise dalla seconda carica dopo che alla sua fidanzata Gwyneth Harry non fu permesso di entrare in una sorority perché figlia di immigrati.
Durante le vacanze estive Wilkie lavorò, spesso lontano da casa. Nel 1909, all'età di 17 anni, viaggiò da Aberdeen, dove da lavapiatti divenne co-proprietario di un dormitorio, al Parco nazionale di Yellowstone, dove fu licenziato per aver perso il controllo dei cavalli mentre guidava una diligenza. Tornato a Elwood, suo padre Herman stava rappresentando legalmente gli operai scioperanti della fabbrica locale, e in agosto si recò a Chicago con Wendell per chiedere all'avvocato liberal Clarence Darrows di rappresentarli al suo posto. Darrows si mostrò disponibile, ma a un prezzo troppo alto; egli disse a Wilkie che «non c'era nulla di immorale nel venire ricompensati adeguatamente per sostenere una causa nella quale si crede fermamente».
Dopo aver conseguito il diploma alla Elwood High nel gennaio del 1910, Wilkie si iscrisse all'Università dell'Indiana a Bloomington. In quel periodo iniziò a masticare tabacco, leggere Marx e a richiedere all'università di aggiungere un corso sul socialismo nel programma. Si inserì inoltre nell'ambiente accademico, gestendo con successo la candidatura del futuro governatore dell'Indiana Paul McNutt all'ufficio degli studenti, ma quando Wilkie stesso fu a candidarsi non venne eletto. Si laureò nel giugno del 1913 e, per sostenere le spese per studiare legge, cominciò a insegnare storia in una scuola superiore a Coffeyville. Nel novembre del 1914 lasciò la sua occupazione e fu assunto come assistente di laboratorio a Porto Rico grazie a suo fratello Fred; in quel luogo il suo impegno per la giustizia sociale fu rafforzato dalla visione degli abusi sui lavoratori.
Wilkie si iscrisse all'Indiana School of Law nel 1915. Fu uno studente modello e si laureò con il massimo dei voti l'anno seguente. Durante la cerimonia di graduazione, in presenza della Corte suprema dell'Indiana, diede un discorso provocatorio criticando l'istituto. La facoltà annullò temporaneamente la sua laurea, che fu concessa dopo due giorni di intenso dibattito. Wilkie iniziò a lavorare nello studio legale dei suoi genitori, ma iniziò a far parte dell'Esercito degli Stati Uniti d'America come volontario il 2 aprile 1917, giorno in cui il presidente Woodrow Wilson chiese al Congresso di dichiarare guerra alla Germania. Nominato tenente, Wilkie fu scelto per addestrarsi nell'artiglieria, e di conseguenza non dovette imbarcarsi per la Francia fino al settembre del 1918. Nel gennaio di quell'anno sposò Edith Wilk, una bibliotecaria di Rushville, ed ebbero successivamente un figlio, Philip. La guerra terminò prima che Willkie raggiungesse il fronte, e sebbene fosse stato raccomandato per un'ulteriore promozione a capitano, fu dimesso all'inizio del 1919 prima che terminassero le pratiche burocratiche per ottenerla.

### Avvocato e dirigente (1919-1939)

#### Avvocatura e attivismo ad Akron
Congedato dall'esercito, Wilkie tornò a Elwood. Considerò l'idea di candidarsi al Congresso per i democratici, ma gli fu riferito che il distretto fosse di maggioranza repubblicana, che sarebbe stato per lui difficile mantenere il seggio anche se lo avesse vinto, e che avrebbe avuto più chance in un'area più urbana. Suo padre Herman voleva che Wendell tornasse a lavorare nel suo studio, ma Henrietta si oppose, ritenendo che a Elwood ci fossero troppo poche opportunità per suo figlio. Nel maggio del 1919 Willkie fu assunto dalla Firestone Tire and Rubber Company ad Akron come capo dello studio legale, ma presto si annoiò e suggerito da sua moglie tornò a lavorare in uno studio legale sebbene l'azienda fosse disposta a raddoppiare il suo stipendio.
Willkie iniziò a far parte del Partito Democratico di Akron, divenendo talmente importante al suo interno da introdurre il candidato presidenziale dei democratici, il governatore dell'Ohio James M. Cox, quando visitò la città durante la campagna elettorale del 1920. Fu delegato alla convenzione nazionale democratica del 1924, e appoggiò il governatore di New York Al Smith prima che l'ex deputato della Virgina Occidentale John W. Davis ottenesse la candidatura. Più importante per Willkie fu la lotta contro il Ku Klux Klan, divenuto ormai potente nel paese e nel Partito Democratico; il suo tentativo (assieme ad altri delegati) di inserire nel programma del partito un'esplicita condanna del Klan non andò a buon fine. Si dichiarò favorevole a supportare la Società delle Nazioni, e nel 1925 riuscì a espellere i membri del Klan dal consiglio scolastico di Akron.
Dopo aver lasciato la Firestone nel 1920, Willkie iniziò a collaborare con lo studio legale di Akron Mather & Nesbitt, rappresentante di numerose società di servizi pubblici locali, e iniziò a guadagnare una grande reputazione. Nel 1925 divenne presidente della Akron Bar Association. Una delle aziende clienti di Willkie, la Ohio Power & Light, era di proprietà della Commonwealth & Southern Corporation (C&S), il cui presidente B.C. Cobb fu impressionato dall'avvocato. Cobb scrisse a un socio dello studio di Willkie «credo che sia un emergente e che dovremmo tenerlo d'occhio». Nel 1929 Cobb offrì a Willkie uno stipendio di 36,000 dollari per diventare consulente aziendale della C&S; Willkie accettò e dovette trasferirsi a New York.

#### Dirigente della Commonwealth & Southern
Willkie e sua moglie Edith si trasferirono a New York nell'ottobre del 1929, qualche settimana prima del martedì nero, e trovarono un appartamento con vista su Central Park. Inizialmente intimidito dalle dimensioni della grande città, Willkie iniziò presto ad amarla; iniziò a frequentare Broadway e a leggere dieci giornali ogni giorno. Willkie e sua moglie avevano poco in comune, e durante gli anni '30 iniziarono ad allontanarsi; Wendell conobbe Irita Van Doren, redattrice e recensore di libri per il New York Herald Tribune, che divenne sua amica e col tempo sua amante. Van Doren gli fece conoscere nuovi libri, nuove idee e nuove cerchie di amici. Willkie fu indiscreto sulla loro relazione, che fu ben nota ai giornalisti che lo seguirono durante la sua campagna elettorale del 1940, ma nessuno di loro ne parlò.
Alla Commonwealth & Southern Willkie si impose rapidamente, impressionando i suoi superiori. Gran parte del suo lavoro fu svolto fuori da New York, preparando casi importanti. Cobb, un pioniere nel settore della trasmissione di energia elettrica, presiedette la fusione delle 165 società che resero la C&S la più grande società fornitrice di energia elettrica del paese; Willkie fu promosso designato da Cobb come suo successore. Nel gennaio del 1933, Willkie divenne presidente della Commonwealth & Southern.
Willkie mantenne il suo interesse per la politica, e fu un delegato alla convenzione nazionale democratica del 1932. Siccome il presidente repubblicano uscente Herbert Hoover fu considerato uno dei principali responsabili della grande depressione, il candidato democratico avrebbe avuto una buona probabilità di venir eletto presidente. Smith (candidato alle precedenti elezioni), Franklin Delano Roosevelt, John Nance Garner e Newton Diehl Baker erano tutti alla ricerca della nomina. Willkie appoggiò Baker e fu uno dei responsabili della sua campagna. Con la necessità di raggiungere la maggioranza dei due terzi per ottenere la nomina, Willkie e altri delegati tentarono di portare in stallo la convenzione sperando che ciò potesse permettere a Baker di vincere. Roosevelt era disposto a concedere a Baker i suoi voti in caso di stallo, ma non dovette farlo, ottenendo la nomina al quarto turno. Deluso, Willkie appoggiò Roosevelt e donò 150 dollari per la sua campagna.

#### Battaglia legale con la TVA
Poco dopo il suo insediamento, Roosevelt propose la creazione della Tennessee Valley Authority (TVA), un ente governativo che avrebbe dovuto controllare le inondazioni e garantire energia elettrica a basso costo nell'impoverita valle del Tennessee. Ciononostante, la TVA avrebbe dovuto competere con le società elettriche private già esistenti nella zona, incluse le sussidiarie della C&S. Willkie presenziò alla House Military Affairs Commitee il 14 aprile del 1933 e approvò le idee per lo sviluppo della valle, ma ritenne che il governo avrebbe dovuto limitarsi a vendere l'energia elettrica generata dalle dighe. Sebbene la Camera dei rappresentanti avesse approvato una legge per limitare i poteri della TVA, il Senato prese una posizione opposta e riuscì a prevalere.

Willkie (a destra) con David Lilenthal

I negoziati ebbero luogo durante il resto del 1933, con l'obiettivo di convincere la C&S a vendere alcune delle sue risorse alla TVA (inclusa una linea di trasmissione) per permettere all'ente di distribuire energia ai suoi clienti. L'accordo fu raggiunto il 4 gennaio del 1934. Il dirigente della TVA David Lilienthal rimase colpito da Willkie, che lo lasciò «travolto» e «abbastanza spaventato». La C&S decise di vendere alcune delle sue proprietà, e il governo decretò che la TVA non avrebbe dovuto competere con la C&S in molti settori. Nell'ottobre del 1934 dei detentori di titoli emessi da una sussidiaria della C&S fecero causa per bloccare il trasferimento. Willkie negò adiratamente di aver spinto i detentori a fare causa, sebbene successivamente l'avvocato dell'accusa dimostrò di essere stato pagato dall'Edison Electric Institute, del quale Willkie era membro del board. Willkie avvisò che i capitali di New York avrebbero potuto evitare il Tennessee se l'esperimento della TVA fosse continuato, e quando Roosevelt tenne un discorso in favore dell'ente, si dichiarò espressamente contrario al parere del presidente. Dal 1934 Willkie era diventato il portavoce dell'industria dell'energia elettrica privata.
In questo clima di tensione, Willkie e Roosevelt si incontrarono per la prima volta alla Casa Bianca il 13 dicembre 1934. L'incontro fu apparentemente cordiale, ma ognuno dei due raccontò la sua versione dell'accaduto; il presidente si vantò di aver prevalso su Willkie, mentre il secondo inviò un telegramma a sua moglie che presto divenne famoso: «Charme sopravvalutato... non gli ho detto cosa pensi di lui». Nel 1935 Roosevelt decise che le società di partecipazione avrebbero dovuto essere sciolte, e si incontrò con Willkie a gennaio per informarlo delle sue intenzioni. Nel frattempo, le società iniziarono a fare il possibile per sabotare la TVA; alcuni esponenti delle aziende dissero agli agricoltori che le linee di trasmissione dalla nuova diga di Norris non avrebbero potuto trasportare abbastanza energia per illuminare nemmeno una lampadina.
Durante il 1935, anno in cui la legislazione che avrebbe determinato lo scioglimento delle società venne discussa al Congresso, Willkie fu il principale portavoce e lobbista dell'industria. Quando il Senato approvò una legge per lo scioglimento, Willkie tenne una serie di discorsi per chiedere al pubblico di opporsi, e numerose lettere vennero spedite ai parlamentari. Delle investigazioni provarono che molte di queste furono scritte dalle compagnie interessate e firmate con dei nomi presi dall'elenco telefonico, ma Willkie non fu coinvolto. Spinto dal malcontento dell'opinione pubblica, Roosevelt esercitò pressioni sul Congresso, che approvò una legge per richiedere lo scioglimento delle società entro tre anni.

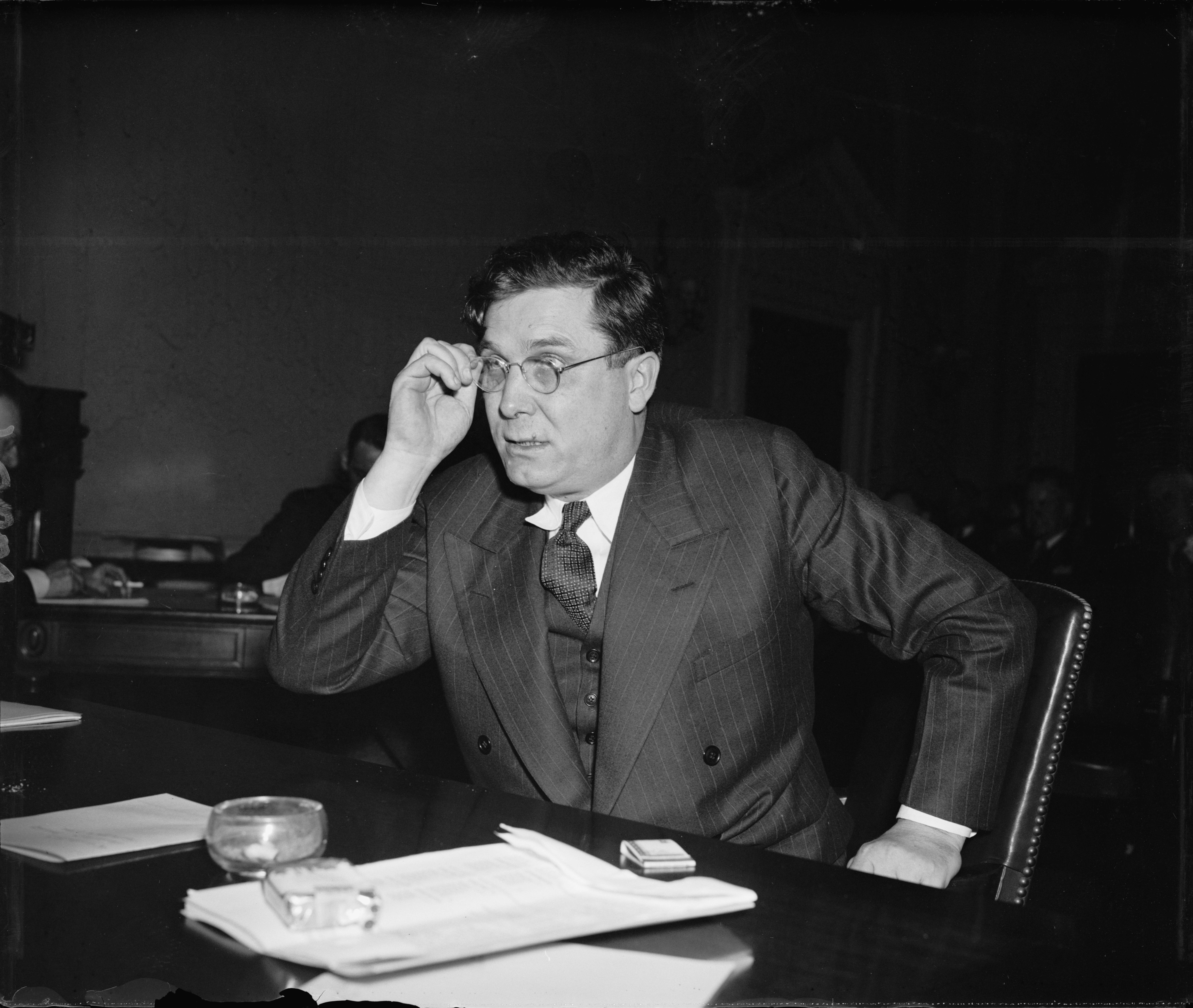
Willkie mentre testimonia davanti a una commissione del Congresso, 1939

Nel settembre del 1936, Roosevelt e Willkie si incontrarono nuovamente alla Casa Bianca, e a ciò seguì una tregua in quanto entrambe le parti erano in attesa del risultato delle elezioni, che avrebbero portato alla rielezione di Roosevelt. Willkie si aspettava una vittoria di misura del repubblicano Alf Landon, da lui votato, ma Roosevelt ottenne una vittoria schiacciante, concedendo a Landon solo il Maine e il Vermont. A dicembre un giudice presso il tribunale distrettuale federale concesse alle società della C&S un'ingiunzione contro la TVA, e le negoziazioni terminarono per ordine di Roosevelt siccome il contenzioso perdurò. Willkie popolarizzò il caso, scrivendo degli articoli per le principali pubblicazioni e proponendo dei termini di un accordo che il New York Times descrisse come «realistici e ragionevoli»; ricevette un'accoglienza favorevole della stampa e numerosi inviti per tenere delle conferenze.
Una sentenza della Corte suprema del gennaio 1938 rinviò le parti al tavolo delle trattative. Willkie mantenne la pressione dell'opinione pubblica: come molti dirigenti aziendali non si espresse contro le politiche del New Deal di Roosevelt, ma a gennaio dichiarò in un dibattito radiofonico che le politiche a sfavore del servizio pubblico stessero facendo crollare i prezzi delle azioni, rendendo difficile attrarre investimenti che avrebbero aiutato l'America a riprendersi economicamente:
(Wendell Willkie)
Willkie e Lilienthal negoziarono per un anno, con Willkie che richiedeva 88 milioni di dollari per le proprietà della C&S nei dintorni della valle del Tennessee e la TVA che ne offriva 55. Dopo un'ultima sconfitta legale per la C&S alla Corte suprema nel gennaio del 1939, le negoziazioni si fecero più veloci, e l'uno febbraio dello stesso anno la C&S vendette il tutto per 78,6 milioni di dollari. Il presidente della Securities and Exchange Commission William O. Douglas ritenne che Willkie avesse superato in astuzia Lilienthal. Sebbene fosse stato sconfitto in tribunale, Willkie si fece una reputazione a livello nazionale per aver ottenuto un alto prezzo di vendita per gli azionisti, e iniziò ad essere considerato da alcuni come un potenziale candidato presidente alle elezioni del 1940.

### Elezioni presidenziali del 1940

#### Candidato outsider
Le elezioni presidenziali del 1940 ebbero luogo durante la seconda guerra mondiale. Sebbene gli Stati Uniti fossero ancora neutrali, il paese – e specialmente il partito repubblicano – era diviso tra isolazionisti, contrari all'entrata in guerra degli Stati Uniti, e interventisti, i quali ritenevano che l'esistenza stessa della nazione sarebbe dipesa dalla sconfitta della Germania nazista per mano degli alleati. Tutti e tre i principali candidati repubblicani alle elezioni erano isolazionisti: il senatore dell'Ohio Robert Taft, quello del Michigan Arthur Vandenberg, e infine il procuratore distrettuale di Manhattan Thomas E. Dewey. La popolarità di Roosevelt era ormai calata rispetto a quella del 1936, ma molti speravano ancora in una sua candidatura per un terzo mandato senza precedenti. Il presidente all'epoca era ancora indeciso, ma in caso di un suo ritiro tra i possibili candidati democratici sarebbero stati inclusi il vice presidente Garner, il segretario di Stato Cordell Hull e il direttore generale delle poste James Farley.

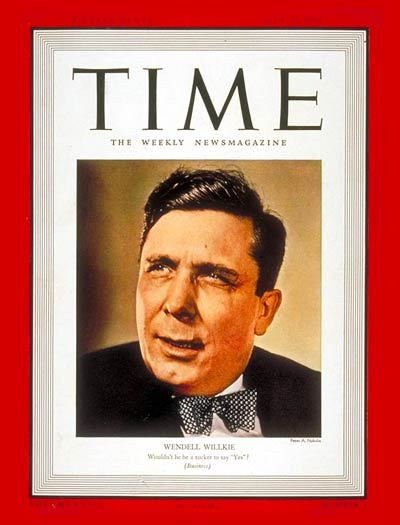
Willkie sulla copertina del Time

Nell'ipotesi che Roosevelt non si candidasse per un terzo mandato, Willkie iniziò ad essere considerato come un possibile candidato del partito democratico dal 1937. Il 3 gennaio del 1938 ebbe un dibattito con l'assistente procuratore generale Robert Houghwout Jackson nello show radiofonico Town Meeting of the Air, discutendo della cooperazione tra i settori pubblico e privato. Willkie diede l'impressione di essere un imprenditore con il cuore, mentre Jackson, al contrario, non riuscì a spiccare. Una serie di articoli positivi su Willkie continuarono ad essere pubblicati sui giornali nel biennio 1938-1939, culminando con la copertina del Time. Inizialmente Willkie diede poco conto alle numerose lettere ricevute che lo esortavano a correre per la presidenza, ma presto cambiò idea. Irita Van Doren lo considerò adatto al ruolo e decise di persuadere i suoi contatti, e dopo aver ospitato lui e sua moglie per un fine settimana, il caporedattore di Fortune Russell Davenport si convinse della validità di una sua possibile presidenza e gli dedicò l'edizione di aprile del 1940 (in futuro sarebbe stato il responsabile della sua campagna elettorale). In quell'edizione, Willkie scrisse un articolo intitolato "We The People: A Foundation for a Political Platform for Recovery", esortando entrambi i principali partiti ad omettere le politiche antiimprenditoriali dai loro programmi elettorali, a proteggere i diritti individuali, ad opporsi alle aggressioni straniere e al contempo a favorire il commercio mondiale. L'articolo gli fece guadagnare il plauso della stampa, e parte di essa iniziò a sostenerlo.
Willkie rimase convinto che Roosevelt si sarebbe candidato per il terzo mandato, e che di conseguenza per arrivare alla Casa Bianca avrebbe dovuto candidarsi per il partito repubblicano. Nel tardo 1939 decise di cambiare la sua affiliazione e nel 1940 annunciò che avrebbe accettato la candidatura se gli fosse stata offerta dal partito, spiegando di aver cambiato posizione siccome i democratici ormai non rappresentavano più i valori che sosteneva.
Lo scoppio della guerra nel 1939 preoccupò molti statunitensi, ma la maggior parte di essi erano contrari a un eventuale intervento militare. Willkie parlò spesso della minaccia che l'Asse rappresentava per l'America e della necessità di aiutare il Regno Unito e gli altri alleati. Steve Neal, il biografo di Willkie, scrisse che la guerra «lo trasformò da un grande imprenditore critico del New Deal in un paladino della libertà, dando un nuovo scopo alla sua candidatura». Ciononostante, in molti furono scettici sulle sue possibilità di vincere in caso fosse stato candidato a presidente. Kenneth F. Simpson, membro del comitato nazionale repubblicano, assieme al senatore dell'Indiana James Eli Watson, si espressero contrari all'idea di una sua candidatura.
Willkie non partecipò alle primarie repubblicane, sperando in uno stallo della convenzione nazionale. La sua campagna era sostenuta principalmente da neofiti della politica: l'avvocato di New York Orem Root, Jr. (pronipote dell'ex segretario di Stato Elihu Root) formò una rete di "Willkie Clubs" locali, che ebbero molte adesioni da parte dei repubblicani insoddisfatti che cercavano una nuova figura che avrebbe potuto battere Rossevelt. Willkie fu sostenuto particolarmente dai repubblicani più moderati che non apprezzavano gli altri candidati.
Il fatto che Willkie non avesse partecipato alle primarie non rappresentò per lui un grande svantaggio, siccome esse avevano principalmente la funzione di mostrare le preferenze degli elettori, e non di eleggere delegati. Ciò che era importante per i repubblicani era nominare un candidato che potesse battere Roosevelt: nel periodo antecedente alla convenzione di giugno a Filadelfia, la Germania nazista stava avanzando nell'Europa occidentale, e i delegati non erano più sicuri di voler eleggere un isolazionista come Dewey, giovane e senza esperienza. Candidare Willkie, un dirigente di successo che si era già espresso contro l'isolazionismo, iniziò ad essere una possibilità. Dopo numerosi discorsi e un tour del New England, alcune importanti personalità del partito repubblicano come i governatori del Minnesota e del Massachusetts Harold Stassen e Leverett Saltonstall iniziarono a sostenere Willkie. Questo cambiamento d'opinione si riflesse anche nel parere dell'elettorato: nelle sette settimane antecedenti alla convenzione, i sondaggi registrarono un calo del favorito Dewey dal 67% al 47%, mentre un aumento netto di coloro che appoggiavano Willkie, dal 3% al 29%.

#### La convenzione
La convenzione nazionale repubblicana del 1940 ebbe luogo il 24 giugno al Philadelphia Civic Center. I delegati riunitisi lì discussero della guerra in corso, dei candidati, e dei due interventisti repubblicani nominati da Roosevelt nel suo gabinetto quattro giorni prima della convenzione. Henry Stimson, già segretario alla guerra durante la presidenza Taft, riottenne la nomina, mentre il candidato vicepresidente repubblicano alle elezioni del 1936, Frank Knox, fu nominato segretario alla marina. Queste nomine divisero i repubblicani, che accusarono Roosevelt di giocare sporco.

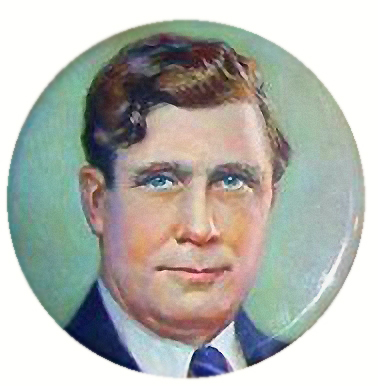
Spilla elettorale

Willkie arrivò in treno a Filadelfia il 22 giugno, due giorni prima, e attirò immediatamente l'attenzione camminando dalla stazione di 30th Street Station al suo hotel, rispondendo alle domande di giornalisti e di chiunque potesse avvicinarsi abbastanza da essere sentito. La sua campagna elettorale fu condotta inizialmente nei salotti del Benjamin Franklin Hotel. I Willkie Club di Root e altri sostenitori spedirono numerosi telegrammi ai delegati, esortandoli a sostenere Willkie. Alcuni delegati presenti erano già sostenitori di Willkie: tra questi era incluso il leader dei repubblicani alla Camera Joe Martin, presidente permanente della convenzione. Quando il presidente del comitato organizzativo Ralph Williams (sostenitore di Taft) morì prima della convenzione, fu succeduto dal suo vice Sam Pryor, forte sostenitore di Willkie.
La serata inaugurale della convenzione il governatore Stassen tenne un discorso d'apertura e annunciò successivamente il suo sostegno a Willkie. La seconda serata fu il turno dell'unico ex presidente repubblicano ancora in vita, Herbert Hoover, speranzoso di ottenere una terza nomina. Nel frattempo i sostenitori di Dewey, ricevuta la notizia che una volta sconfitta la Francia le forze di Hitler sarebbero salpate per la Gran Bretagna, fecero il possibile per convincere i delegati a sostenere Willkie. Le trattative tra Dewey, Taft e Vandenberg non diedero risultati, siccome nessuno dei tre avrebbe accettato meno della candidatura. Willkie fu costantemente seguito mediaticamente, in quanto partecipò alle riunioni coi delegati e a conferenze stampa con i suoi sostenitori, inclusa l'intera delegazione del Connecticut. Una consistente minoranza di afroamericani era ancora sostenitrice dei repubblicani, e Willkie incontrò un gruppo dei suoi delegati invitandoli a visitarlo alla Casa Bianca nel 1941.
Il deputato Charles Halleck diede il discorso di designazione di Willkie come possibile candidato dei repubblicani il 26 giugno, sostenendo che la sua recente adesione al partito non fosse un motivo per non nominarlo:
Quando Halleck nominò Willkie alcuni delegati iniziarono a fischiare, ma presto furono sovrastati da quelli sui balconi, che in coro urlarono «vogliamo Willkie!». Pryor aveva infatti distribuito meno biglietti alle delegazioni che non avevano intenzione di sostenere Willkie, lasciando la maggior parte dei posti in piedi ai suoi sostenitori.
È stato il candidato del suo partito alle elezioni presidenziali del 1940 ma fu sconfitto da Franklin Delano Roosevelt.

### Ultimi anni
Nel 1941, con Eleanor Roosevelt fu il fondatore di Freedom House, organizzazione indipendente di sensibilizzazione e monitoraggio in favore della libertà, dei diritti e della democrazia nel mondo.
Mori l'8 ottobre 1944, all'età di 52 anni, in un ospedale di New York, dove era ricoverato a seguito di una serie di attacchi di cuore avuti il 6 ottobre, in Ohio, durante un viaggio in treno da Indianapolis a New York City. Nonostante gli inviti dei passeggeri a scendere a Pittsburgh per recarsi in ospedale, Willkie aveva preferito proseguire per New York, dove farsi visitare dal proprio medico curante.